# Salah ad-Din
Salah ad-Din (arab. صلاح الدين) – jedna z 18 prowincji Iraku. Znajduje się we centralnej części kraju. Stolicą prowincji jest miasto Tikrit.

## Demografia
Według danych szacunkowych Centralnej Organizacji Statystycznej Iraku w 2018 roku prowincja zamieszkana była przez 1 595 532 osoby. W tej liczbie mieści się 789 426 kobiet i 805 809 mężczyzn. 875 894 osoby mieszkają na obszarach wiejskich, zaś 719 341 osób na obszarach miejskich.